# カール・リンク
カール・リンク（Karl Link、1942年7月27日 - ）は、ドイツの自転車競技選手である。
4000m団体追い抜きチームの一員として、1964年東京オリンピックの東西統一ドイツ代表を決める国内予選で東ドイツの選手たちを破って、出場権を獲得した。同年9月の世界選手権自転車競技大会トラックレースの団体追い抜きで優勝し、10月の東京オリンピックでも金メダルを獲得した。
1966年12月、当時最も重要な自転車競技大会の一つだったRCアドラー・ケルンの大会にアルベルト・フリッツとともにマディソンで出場し優勝した。1968年メキシコシティーオリンピックでは、4000m団体追い抜きで銀メダルを獲得した。
これらの功績により、1964年12月11日にジルバーネス・ロールベアブラットを受賞した。
リンクは植字工の職業訓練を受けていた。1965年に奨学金を受けてドイツ体育大学ケルンに入学した。ドイツ自転車競技連盟(BDR)のユースのコーチを務めた後、1970年2月に、西ドイツナショナルチームのコーチだったグスタフ・キリアンの補佐となり、1977年11月にキリアンが退任するとその後任となった。1985年には世界ジュニア自転車選手権の組織委員会の事務局長を務めた。1987年にシュトゥットガルト・オリンピックトレーニングセンターの所長に任命され、2007年7月に退職した。

## 主な著書
- Karl Link und Rudi Altig: Der Radsport-Ratgeber. Sportinform Oberhaching 1990, ISBN 3-89284-424-0
- Karl Link: Trainingsplan Heimtrainer. Sportinform, Oberhaching 1988, ISBN 3-89284-316-3
- Klaus-Peter Thaler（英語版） und Karl Link: Mountain-Bike-Handbuch. Sportinform, Oberhaching 1989, ISBN 3-89284-041-5
- Klaus-Peter Thaler und Karl Link: Mountain-Bike-Handbuch. Sportinform, Oberhaching 1990, ISBN 3-89284-441-0